# 드래곤 래츠
드래곤 래츠(Dragon Rats)는 장현 · 장덕 남매가 1975년 결성한 대한민국의 듀엣 그룹이다. 1976년 결성한 현이와 덕이의 전신이다.
드래곤 래츠라는 듀엣명은 장현 · 장덕 남매가 아메리칸 엠버시 클럽에서 열린 미8군 주최 파티 무대에 최초로 설 수 있도록 도운 미8군 관계자 엘 클리나드가 붙여 준 것이다.
그들은 미8군 무대에서 활동했으며 라틴음악이나 팝스타일의 곡을 주로 불렀다. 비공식적이지만 당시 그들은 미8군 무대에서 장덕이 작곡한 곡에 엘 클리나드가 작사한 <To Be A Child Again>을 처음으로 발표하였다.